# Résolution 713 du Conseil de sécurité des Nations unies
Membres permanents
- Chine
- États-Unis
- France
- Royaume-Uni
- Russie

Membres non permanents
- Autriche
- Belgique
- Côte d'Ivoire
- Cuba
- Équateur
- Inde
- Roumanie
- Yémen
- Zaïre
- Zimbabwe

Résolution no 712 Résolution no 714
La résolution 713 du Conseil de sécurité des Nations unies a été adoptée à l'unanimité le 25 septembre 1991. Après avoir reçu les représentations d'un certain nombre d'États membres et salué les efforts de la Communauté européenne dans la région, le Conseil de sécurité a décidé d'imposer, en vertu du chapitre VII de la Charte des Nations unies, un embargo sur les armes à la république fédérative socialiste de Yougoslavie, à la lumière du déclenchement des combats dans le pays. La résolution 713 a été la première résolution concernant la dislocation de la Yougoslavie. 
Dans la résolution, le Conseil a exprimé son plein soutien aux dispositions et aux mesures prises par la Communauté européenne et la Conférence sur la sécurité et la coopération en Europe pour consolider la fin des hostilités en Yougoslavie, invitant le secrétaire général Javier Pérez de Cuéllar, en consultation avec le gouvernement yougoslave, à contribuer au processus. Il a également exhorté toutes les parties concernées à respecter strictement les accords de cessez-le-feu de septembre 1991 et à entamer des négociations à la Conférence sur la Yougoslavie et à s'abstenir de commettre toute action susceptible d'accroître les tensions dans la région.
Notant que les hostilités se poursuivent, la résolution impose également un embargo sur toutes les livraisons d'armes et d'équipements militaires à la Yougoslavie jusqu'à ce que le Conseil en décide autrement, adoptant cet aspect de la résolution en vertu du chapitre VII de la Charte des Nations unies car il considère la situation comme une menace pour la paix et la sécurité internationales. De plus, étant donné que l'Armée populaire yougoslave était sous le contrôle de la capitale Belgrade, certains considèrent que les autres pays yougoslaves ont été placés dans une position inférieure depuis la poursuite de la guerre. La résolution s'appliquerait à tous les États constitutifs de la Yougoslavie, même s'ils étaient devenus souverains. Cependant, la Bosnie-Herzégovine a contesté cette décision en déclarant qu'elle ne s'appliquait qu'à la Yougoslavie que lorsqu'elle existait et que, par conséquent, après l'accession à la souveraineté des pays constitutifs, elle n'était plus en vigueur. 

## Voir également
- Guerre de Bosnie-Herzégovine
- Guerre de Croatie
- John Major
- Douglas Hurd
- Guerre de Slovénie
- Guerres de Yougoslavie
- Brendan Sims